# Simulium manense
Simulium manense är en tvåvingeart som beskrevs av Elsen och Escaffre 1976. Simulium manense ingår i släktet Simulium och familjen knott. Inga underarter finns listade i Catalogue of Life.